# Trijebine
Trijebine (izvirno srbsko Тријебине) je naselje v Srbiji, ki upravno spada pod Občino Sjenica; slednja pa je del Zlatiborskega upravnega okraja.

## Demografija
V naselju živi 314 polnoletnih prebivalcev, pri čemer je njihova povprečna starost 37,7 let (37,7 pri moških in 37,6 pri ženskah). Naselje ima 100 gospodinjstev, pri čemer je povprečno število članov na gospodinjstvo 3,97.
|  |

| Demografija | Demografija     | Demografija     |
| Leto        | Št. prebivalcev | Št. prebivalcev |
| ----------- | --------------- | --------------- |
|             |                 |                 |
|             |                 |                 |
|             |                 |                 |
|             |                 |                 |
| 1948        | 1219            |                 |
| 1953        | 1445            |                 |
| 1961        | 1260            |                 |
| 1971        | 1139            |                 |
| 1981        | 1000            |                 |
| 1991        | 596             | 572             |
| 2002        | 560             | 397             |
|             |                 |                 |

| Etnična sestava po popisu iz leta 2002 | Etnična sestava po popisu iz leta 2002 | Etnična sestava po popisu iz leta 2002 | Etnična sestava po popisu iz leta 2002 | Etnična sestava po popisu iz leta 2002 |
| -------------------------------------- | -------------------------------------- | -------------------------------------- | -------------------------------------- | -------------------------------------- |
| Bošnjaki                               | Bošnjaki                               |                                        | 341                                    | 85,89%                                 |
| Srbi                                   | Srbi                                   |                                        | 33                                     | 8,31%                                  |
| Muslimani                              | Muslimani                              |                                        | 21                                     | 5,28%                                  |
| Črnogorci                              | Črnogorci                              |                                        | 1                                      | 0,25%                                  |
| Ukrajinci                              | Ukrajinci                              |                                        | 1                                      | 0,25%                                  |
| Neznano                                | Neznano                                |                                        | 0                                      | 0,0%                                   |